# Josef Vacenovský
Josef Vacenovský (ur. 9 lipca 1937 w Ratíškovicach w Czechosłowacji, zm. 4 grudnia 2023) – czeski piłkarz występujący na pozycji napastnika.

## Kariera piłkarska
Josef zaczynał karierę w klubie Baník Ratíškovice. W 1956 roku przeszedł do klubu Dukla Praga. W klubie tym grał przez trzynaście lat. W 1969 przeszedł do belgijskiego La Gantois. W 1971 roku przeszedł do KSC Lokeren, w którym grał zaledwie rok. W 1972 roku powrócił do kraju, by grać jako grający trener w klubie CSAD Benešov. W 1978 roku zakończył karierę piłkarską.
W reprezentacji Czechosłowacji zagrał jedno spotkanie. Był w kadrze na Euro 1960.